# Курасов Василь Михайлович
Курасов Василь Михайлович (1920—1977) — сержант Робітничо-селянської Червоної Армії, учасник Другої світової війни, Герой Радянського Союзу (1945).

## Біографія
Василь Курасов народився 26 грудня 1920 року у Генічеську. 1940 року він закінчив хіміко-алюмінієвий технікум. У вересні того ж року Курасов був призваний на службу до Робітничо-селянської Червоної Армії. З червня 1941 — на фронтах Другої світової війни. На початку війни був поранений і опинився в полоні, але зміг тікати і до 1943 року мешкав у рідному місті в окупації. Після звільнення рідних місць Курасів було зараховано сапером взводу саперів 550-го стрілецького полку 126-ї стрілецької дивізії 43-ї армії. Брав участь у боях на 4-му Українському, 1-му Прибалтійському та 3-му Білоруському фронтах, був поранений. Відзначився під час боїв за форт № 5 у Кенігсберзі.
7 квітня 1945 року під масованим ворожим вогнем Курасов з товаришами навів міст через рів, що оточував форт, зробив прохід у мінних і дротяних загородженнях, підірвав три амбразури в казематі. Внаслідок вибуху Курасов отримав важкі травми, втратив ноги.
Указом Президії Верховної Ради СРСР від 19 квітня 1945 року за «мужність та героїзм, виявлені в боях» сержант Василь Курасов був удостоєний високого звання Героя Радянського Союзу з врученням ордена Леніна та медалі «Золота Зірка».
Після закінчення війни у званні сержанта Курасова було демобілізовано. Проживав у рідному місті, працював завідувачем виробництва артілі «Відродження», пізніше закінчив кінотехнікум та очолив Генічне відділення кінопрокату.
Помер 24 червня 1977 року, похований на Старому цвинтарі Генічеська.
Був також нагороджений орденом Слави 3-го ступеня та рядом медалей.